# Florydomyszak
Florydomyszak (Podomys) – rodzaj ssaków z podrodziny nowików (Neotominae) w obrębie rodziny  chomikowatych (Cricetidae).

## Zasięg występowania
Rodzaj obejmuje jeden żyjący współcześnie gatunek występujący w południowo-wschodnich Stanach Zjednoczonych; szczątki subfosylne gatunku wymarłego zostały odnalezione w Oklahomie (południowe Stany Zjednoczone).

## Morfologia
Długość ciała (bez ogona) 98–119 mm, długość ogona 80–101 mm; masa ciała 27–47 g.

## Systematyka
Rodzaj (w randze podrodzaju w obrębie Peromyscus) zdefiniował w 1909 roku amerykański teriolog Wilfred Hudson Osgood na łamach North American Fauna. Na gatunek typowy Osgood wyznaczył (oryginalne oznaczenie) florydomyszaka kserofilnego (P. loridanus). 

### Etymologia
Podomys: gr. πους pous, ποδος podos ‘stopa’; μυς mus, μυος muos ‘mysz’.

### Podział systematyczny
Do rodzaju należy jeden występujący współcześnie gatunek:
- Podomys loridanus (F.M. Chapman, 1889) – florydomyszak kserofilny

Opisano również plejstoceński gatunek wymarły:
- Podomys oklahomensis (J.J. Stephens, 1960)